# Laura de Noves
Laura de Noves (1310–1348) – muza Francesca Petrarki, pokochana od pierwszego spojrzenia w awiniońskim kościele w Wielki Piątek 1327 roku.

## Charakterystyka postaci
Laura była głównym motywem poezji Petrarki. Realność Laury nie została nigdy potwierdzona i do dziś nie ma pewności, czy istniała naprawdę, czy była jedynie wyobrażeniem Petrarki. Giovanni Boccaccio, przyjaciel Petrarki, przekonywał, że ta kobieta istniała wyłącznie w poezji. Dowodził, że imię bohaterki tak pięknych utworów „trzeba tłumaczyć alegorycznie”, a mianowicie „jako wieniec laurowy, który Petrarka później zdobył”. Odrodzenie wprowadziło do historii imiona Laury i Beatrycze dlatego, że miłość stała się jednym z głównych środków prowadzających do uwolnienia jednostki od statycznej harmonii średniowiecza.